# 弘明寺駅 (横浜市営地下鉄)
弘明寺駅（ぐみょうじえき）は、神奈川県横浜市南区通町4丁目にある、横浜市交通局（横浜市営地下鉄）ブルーライン（1号線）の駅である。駅番号はB12。
1968年に廃止された、横浜市電の弘明寺電停と同じ場所にある。

## 歴史
- 1972年（昭和47年）12月16日 - 開業。
- 2000年（平成12年）7月20日 - エレベーター3基、車椅子対応トイレの増設などの工事が完成[2]。
- 2004年（平成16年）12月1日 - 京王設備サービスによる業務委託駅となる[3][4][5]。
- 2007年（平成19年）6月23日 - ホームドアの使用を開始。
- 2012年（平成24年）4月10日 - docomo Wi-Fiによる公衆無線LANサービスを開始

### 駅名の由来
1914年に開業し、1968年に廃止された、横浜市電（旧横浜電気鉄道）の弘明寺電停に由来する。
その名の寺院である弘明寺は京急本線の弘明寺駅の前に所在するが、同寺院から旧電停までの間の方が旧来商業地としては栄えていた。

## 駅構造
相対式ホーム2面2線の地下駅である。改札階は地下1階、ホーム階は地下2階である。地上 - 改札階間および改札階 - ホーム間のエレベータを設備している。

### のりば
| 番線 | 路線         | 行先         |
| ---- | ------------ | ------------ |
| 1    | ブルーライン | 湘南台方面   |
| 2    | ブルーライン | あざみ野方面 |

- 上表の路線名は旅客案内上の名称（愛称）で記載している。

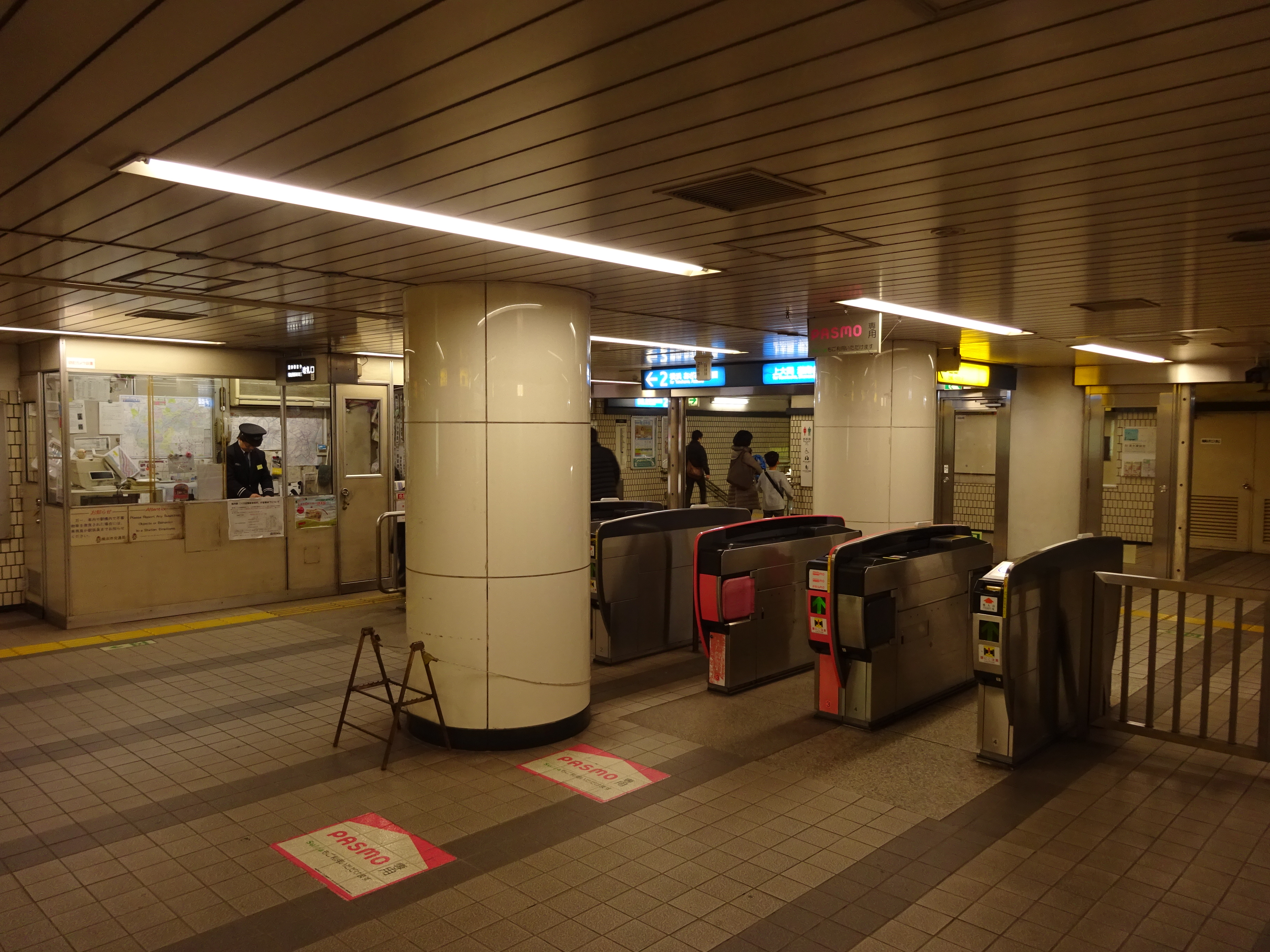
改札口（2016年2月）
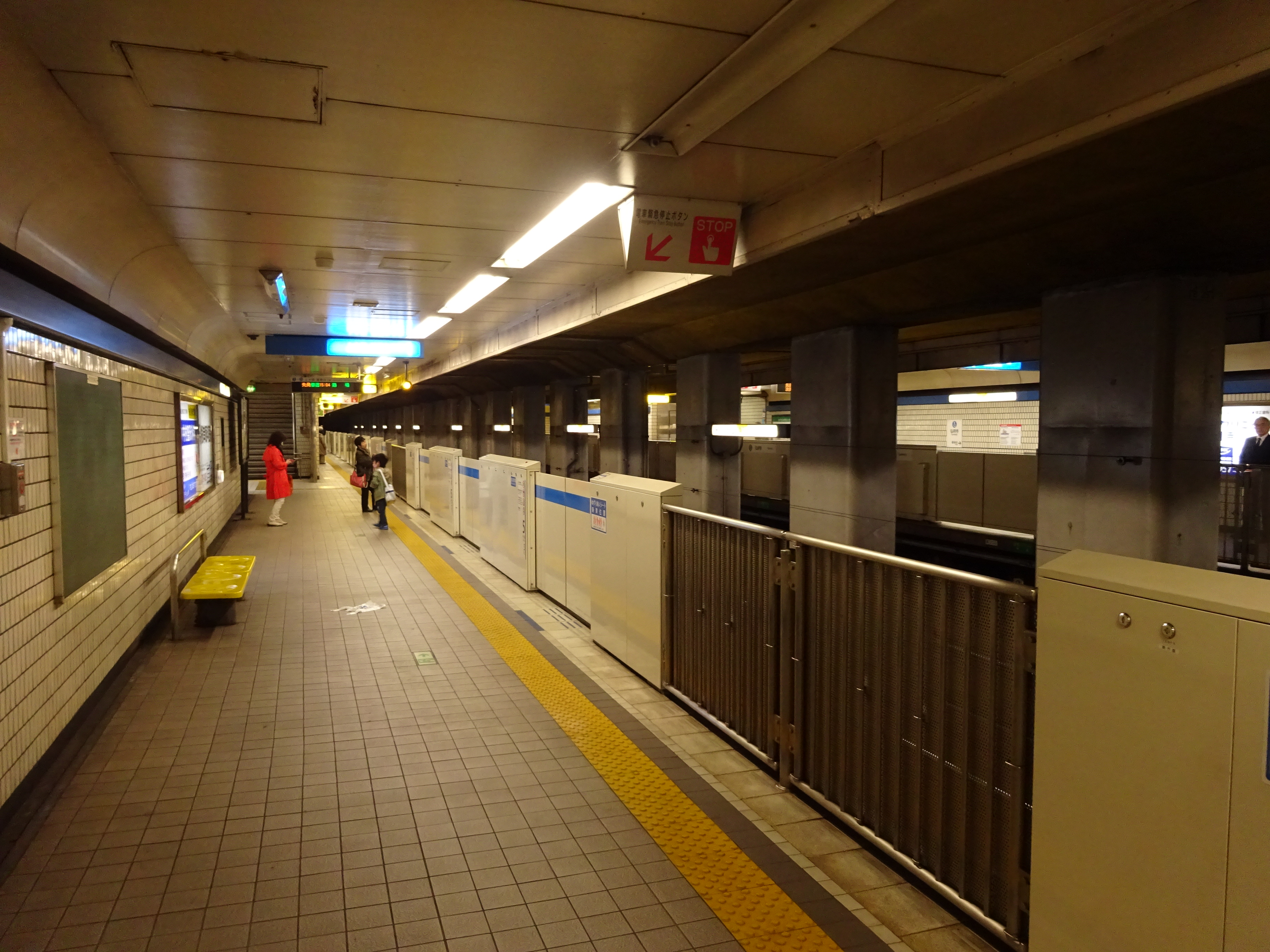
ホーム（2016年2月）

## 利用状況

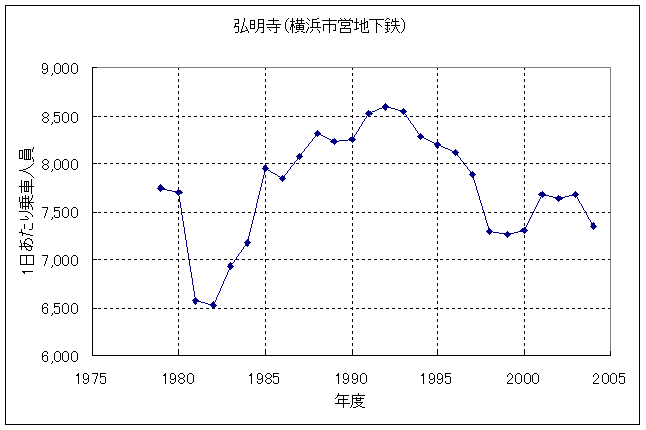
1日あたり乗車人員の推移

2022年（令和4年）度の1日平均乗降人員は18,715人（乗車人員：9,552人、降車人員：9,163人）である。
近年の1日平均乗降・乗車人員推移は下記の通り。
| 年度               | 1日平均 乗降人員 | 1日平均 乗車人員 | 出典     |
| ------------------ | ---------------- | ---------------- | -------- |
| 1979年（昭和54年） |                  | 7,742            |          |
| 1980年（昭和55年） |                  | 7,708            |          |
| 1981年（昭和56年） |                  | 6,571            |          |
| 1982年（昭和57年） |                  | 6,523            |          |
| 1983年（昭和58年） |                  | 6,930            |          |
| 1984年（昭和59年） |                  | 7,175            |          |
| 1985年（昭和60年） |                  | 7,954            |          |
| 1986年（昭和61年） |                  | 7,845            |          |
| 1987年（昭和62年） |                  | 8,072            |          |
| 1988年（昭和63年） |                  | 8,316            |          |
| 1989年（平成元年） |                  | 8,232            |          |
| 1990年（平成02年） |                  | 8,257            |          |
| 1991年（平成03年） |                  | 8,528            |          |
| 1992年（平成04年） |                  | 8,592            |          |
| 1993年（平成05年） |                  | 8,551            |          |
| 1994年（平成06年） |                  | 8,280            |          |
| 1995年（平成07年） |                  | 8,195            | [ * 1 ]  |
| 1996年（平成08年） |                  | 8,125            |          |
| 1997年（平成09年） |                  | 7,894            |          |
| 1998年（平成10年） |                  | 7,301            | [ * 2 ]  |
| 1999年（平成11年） | 14,347           | 7,267            | [ * 3 ]  |
| 2000年（平成12年） | 14,507           | 7,304            | [ * 3 ]  |
| 2001年（平成13年） | 15,412           | 7,683            | [ * 4 ]  |
| 2002年（平成14年） | 15,020           | 7,640            | [ * 5 ]  |
| 2003年（平成15年） | 15,093           | 7,724            | [ * 6 ]  |
| 2004年（平成16年） | 14,625           | 7,347            | [ * 7 ]  |
| 2005年（平成17年） | 14,234           | 7,229            | [ * 8 ]  |
| 2006年（平成18年） | 14,269           | 7,261            | [ * 9 ]  |
| 2007年（平成19年） | 14,083           | 7,237            | [ * 10 ] |
| 2008年（平成20年） | 16,598           | 8,481            | [ * 11 ] |
| 2009年（平成21年） | 18,298           | 9,323            | [ * 12 ] |
| 2010年（平成22年） | 18,482           | 9,405            | [ * 13 ] |
| 2011年（平成23年） | 18,360           | 9,345            | [ * 14 ] |
| 2012年（平成24年） | 18,508           | 9,415            | [ * 15 ] |
| 2013年（平成25年） | 19,213           | 9,770            | [ * 16 ] |
| 2014年（平成26年） | 19,237           | 9,783            | [ * 17 ] |
| 2015年（平成27年） | 19,319           | 9,827            | [ * 18 ] |
| 2016年（平成28年） | 19,564           | 9,947            | [ * 19 ] |
| 2017年（平成29年） | 20,023           | 10,180           | [ * 20 ] |
| 2018年（平成30年） | 20,393           | 10,371           | [ * 21 ] |
| 2019年（令和元年） | 20,278           | 10,317           | [ * 22 ] |
| 2020年（令和02年） | 15,990           | 8,158            |          |
| 2021年（令和03年） | 17,149           | 8,760            |          |
| 2022年（令和04年） | 18,715           | 9,552            |          |

## 駅周辺

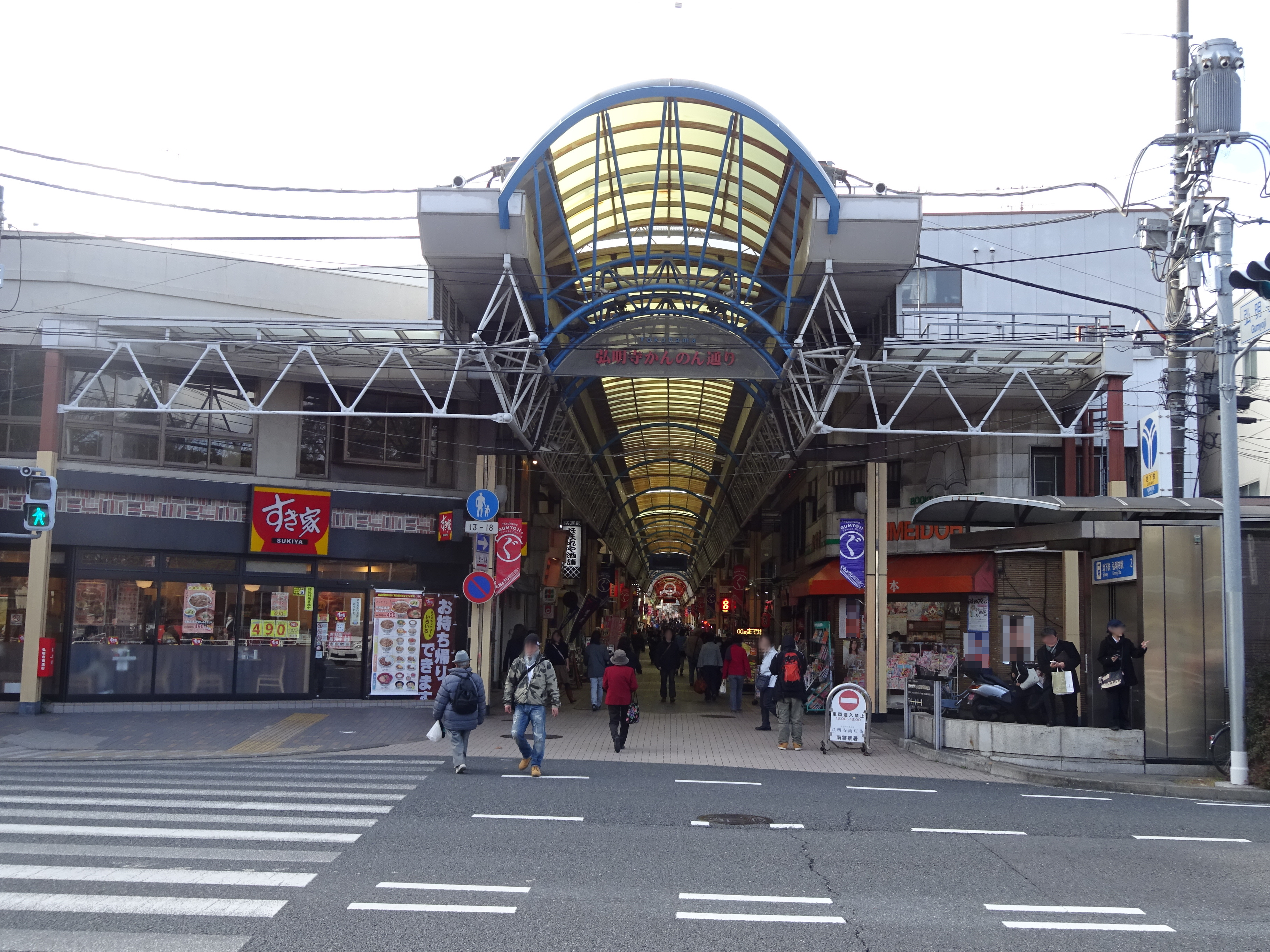
弘明寺（かんのん通り）商店街。写真右端に2B出入口がある。商店街の奥に京急弘明寺駅がある

- 弘明寺（かんのん通り）商店街 - カルビー「ポテトチップス」他、多くのCM撮影に使われている。
  - 大岡川プロムナード
- 横浜国立大学教育学部附属横浜中学校 - 横浜国立大学工学部跡地に建てられたもので、この校舎は横浜市の文化財に指定されている。
- 横浜国立大学教育学部附属特別支援学校
- 横浜国立大学留学生会館
- 横浜市立横浜総合高等学校 - 定時制単位制の高等学校。神奈川県立大岡高等学校の跡地を利用している。
- 放送大学神奈川学習センター
- 神奈川県南警察署
- 神奈川県道21号横浜鎌倉線（鎌倉街道）
- 京浜急行電鉄本線弘明寺駅 - 弘明寺商店街を挟み、急坂を登った徒歩約10分程の距離にある。直線距離約500m[9]。
- 弘明寺 - 駅名の由来となった、横浜で最も古い寺院。京急の弘明寺駅前にある。
- 黒湯天然温泉 みうら湯（スーパー銭湯）
- 弘明寺公園 - 京急の弘明寺駅前にある。横浜市南図書館と弘明寺公園プールがある。
- 大岡健康プラザ - 大岡地域ケアプラザ、大岡地区センター、南スポーツセンターが入っている。

## バス路線
弘明寺
- 1番出入口前
  - 神奈川中央交通
    - 船20 - 大船駅行（上大岡駅経由）
    - 港61 - 港南台駅行（上大岡駅経由）
- 1番出入口側（横浜国立大学教育学部附属横浜中学校前）
  - 横浜市営バス
    - 219 - 外語短大・三殿台公園循環・みつが丘中央行
- 1番出入口側（南警察署前）
  - 横浜市営バス
    - 9 - 磯子車庫・磯子駅・滝頭行（岡村町経由）

  - 神奈川中央交通
    - 60 - 磯子駅前行（磯子台経由）
- 2番出入口側
  - 横浜市営バス
    - 9 - 横浜駅・藤棚・保土ケ谷駅東口行（井土ヶ谷駅前経由） ※藤棚行は平日2便

  - 神奈川中央交通
    - 船20 - 桜木町駅行（羽衣町経由）
    - 港61 - 横浜駅東口行（羽衣町・桜木町駅経由）
    - 60 - 磯子駅前行（蒔田駅循環）

## 隣の駅
横浜市営地下鉄
 ブルーライン（1号線）
■快速
通過
■普通
上大岡駅 (B11) - 弘明寺駅 (B12) - 蒔田駅 (B13)